# Rifate
Rifate ou Rifá foi o segundo filho de Gômer e neto de Jafé. Rifate é citado na bíblia em Gênesis 10:3 e 1 Crônicas 1:6.
Algumas tradições irlandesas dizem que Rifate foi antepassado dos celtas, e que, de acordo com Flávio Josefo, também pode ter sido supostamente o antepassado dos paflagónios indicando o primeiro povoamento de origem indo-europeu a se expandir para europa-oeste.